# M54 5tトラック
M54 5tトラックは、第二次世界大戦後にアメリカ合衆国で開発・運用された6×6輪駆動の5tトラックである。

## 概要
M54 5tカーゴトラックは、第二次世界大戦の直後にアメリカ合衆国で開発された輸送用トラックで、M39 5tトラックシリーズの基本車種に相当する。第二次大戦で使用された6トンクラスのホワイト666トラック、コービット50SD6トラックおよび、4トンクラスのダイアモンドT 968トラックの後継として開発された。オフロードで約5トン、舗装道路では10トン近くの積載量を持ち、1980年代までアメリカ軍で現役使用されていた。
開発が始まったのは大戦終了直後の1946年頃からで、1948年にはマック社がXM41、GMC社がT51、T51E1、T54という、いずれもやや先進的な設計を持つ試作車両を完成させた。これらの車両は結局採用されなかったが、1951年になって前述の車種を参考にして、インターナショナル・ハーベスター社がXM41E1を製作した。この車両は参考にされた車種と異なって、保守的な設計でまとめられていた。この車両は米軍によりM41として制式化され、その後、後輪をダブルタイヤに改良した車両がM54として1952年に制式化された。M54はインターナショナル・ハーベスター社、カイザー社によって量産が始められ、ダイアモンドT社、マック社でも若干数が製造された。M54/M39トラックシリーズは、カーゴトラック型だけでなく、レッカー型やダンプトラック型など、多くの派生車種が開発された。この中で、シングルタイヤのM41は最大積載量がM54の約10トンに対し約7.5トン程度であった事から、他のM54/M39系列車種より早い時期に製造が終了している。
M54シリーズはフロントバンパー部分にウインチを装備する事が可能で、カーゴトラック型をはじめ、多くの派生型に装備されている。キャブ（運転台）は基本的にソフトトップ型で、リングマウントを装着することでM2重機関銃を装備可能であった。
M54カーゴトラック、および系列車種には当初、コンチネンタル製R6602ガソリンエンジンが搭載されていた。これは、同じ時期に開発されたM35 2.5tトラックに搭載されたエンジンと同じで、やや出力不足気味であった。このため、変速機のギア比を変更し、エンジンをマック社製のENDT-673 ディーゼルエンジンに換装する改良が行われた。これがM54A1カーゴトラックで、系列の派生車両も同様にディーゼルエンジンに変更されたものは形式番号にA1が付くようになっている。A1型に換装された車両の外観上の相違点としては、右側フェンダー上に円筒形のエア・クリーナーが装備されるようになった事が挙げられる。
1960年代になりベトナム戦争が始まると、燃料補給を容易にする観点から、マルチフューエルエンジンである、コンチネンタルLD-465-1系のエンジンに換装する改良が行われた。このエンジンは、ガソリン、軽油、および航空機用の燃料をそれぞれ単体あるいは混合しても使用可能で、このエンジンに載せ換えたM54A1はM54A2と呼称されるようになり、派生車種もこれに倣っている。M54A2では（厳密にはM54A1の後期モデルからは）、キャブ右側に煙突状の排気管が装備されるようになっている。
M54トラックシリーズはベトナム戦争で米軍の主力トラックとして活躍した。ベトナム戦では内陸部の補給路が長くなり、補給部隊のコンボイを護衛するための車両として、M54カーゴトラックをガントラックに改造する例もしばしば見られた。これらのガントラックには当初、M35 2.5tトラックが多用されたが、防御力・火力を強化するため、より積載力のあるM54系にシフトしていったとみられる。多くの場合、キャブと荷台の周囲に鋼鉄製の装甲板を装着し、全周をカバーできるよう、4丁程度のM2重機関銃を装備する例が多かったが、中にはM16対空自走砲に搭載されていたM45 4連装M2重機関銃座を搭載した車両や、M113装甲兵員輸送車の車体を荷台に搭載した車両もあった。

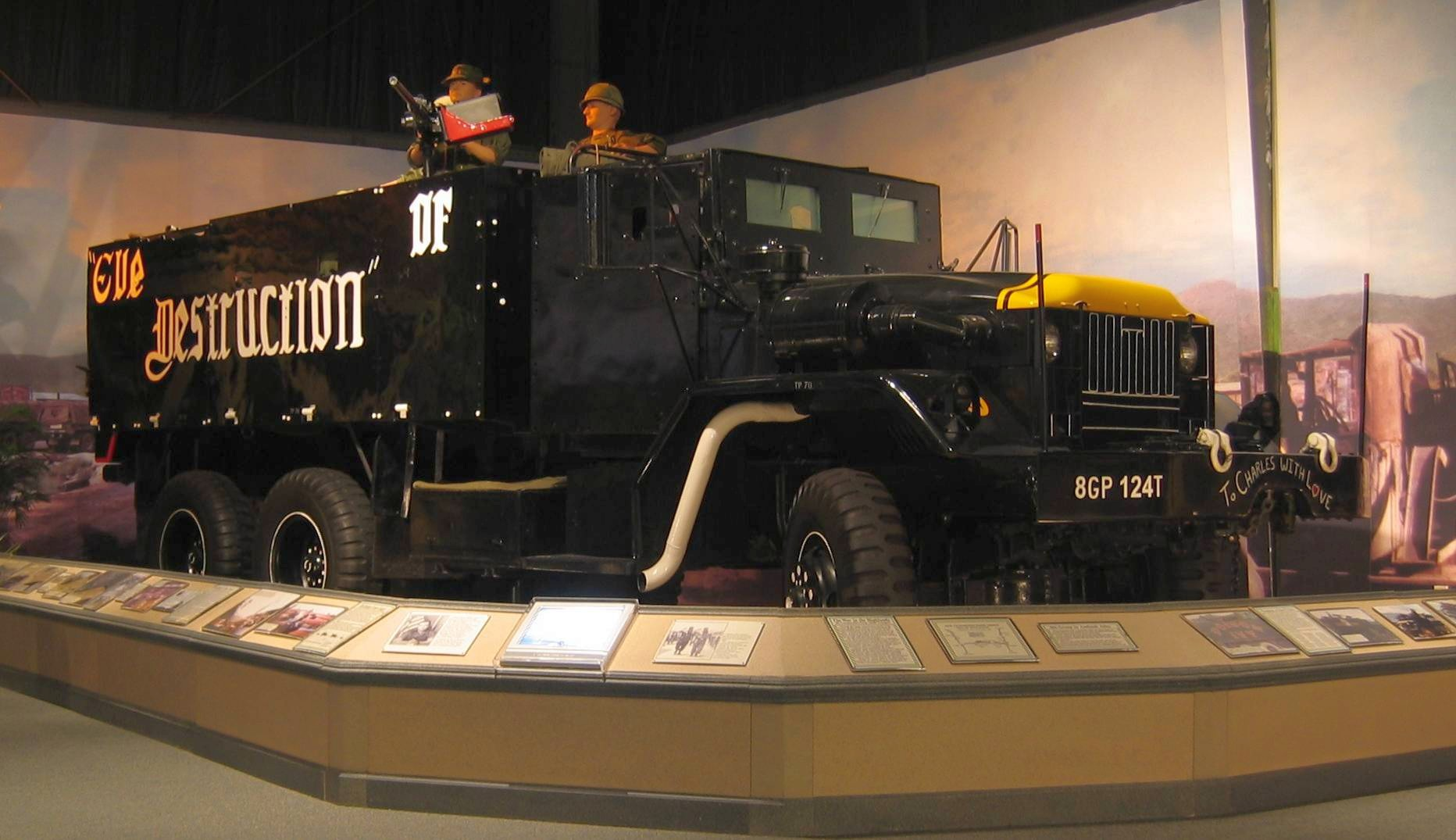
M54 ガントラック仕様
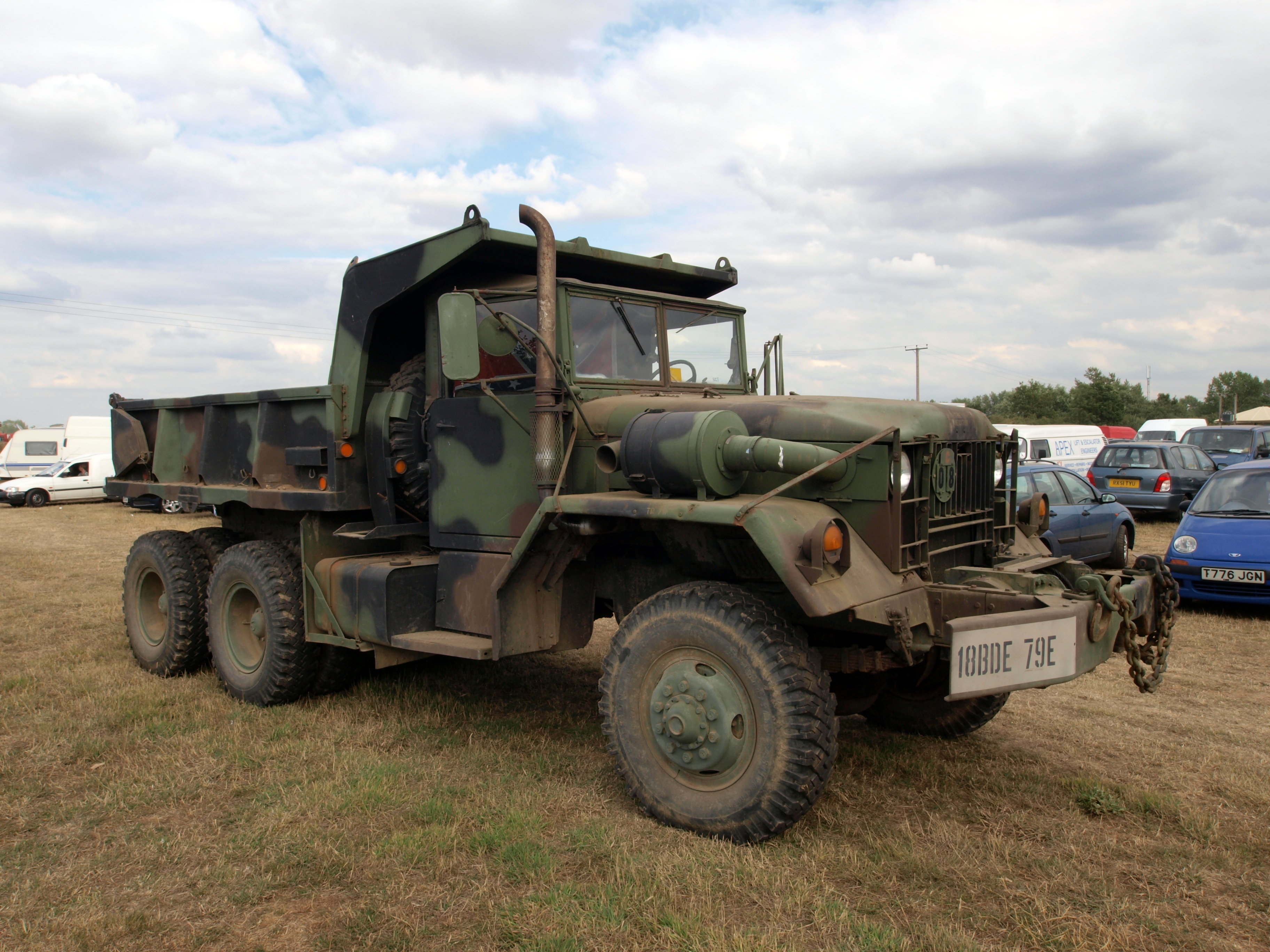
M51 ダンプトラック
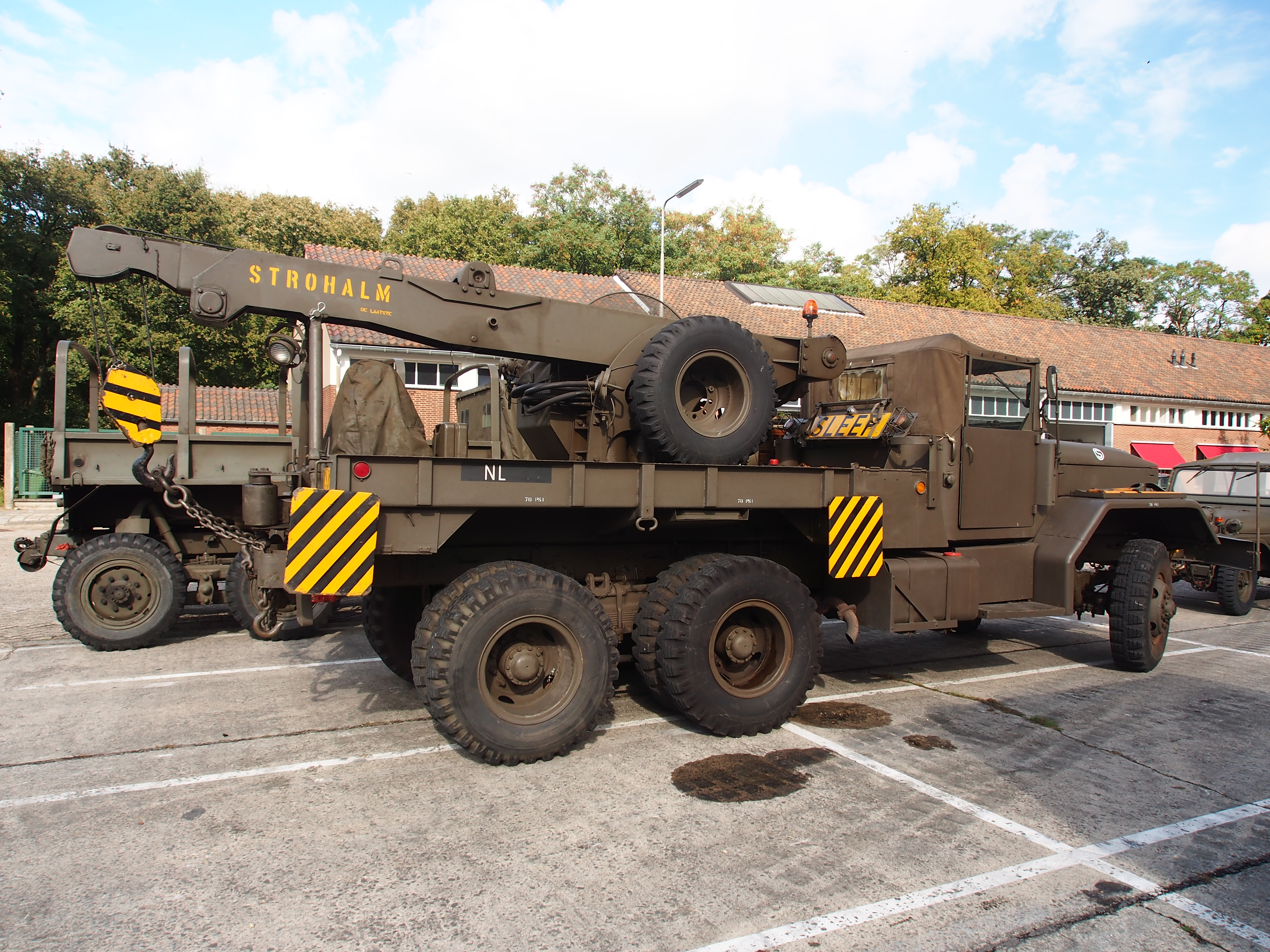
M62 レッカー

M54シリーズは約20年に渡り生産が続けられ、アメリカ本国以外でも多数が輸出され使用された。1970年代に入ると、M54A2系列の改良型であるM809 5tトラックシリーズが開発され、生産が始まったが、完全には更新されず、1980年代になってM939 5tトラックシリーズが登場するまで使用が続けられた。アメリカ以外の使用国では、その後もM809シリーズと合わせて使用が続けられているケースも少なくない。

## 形式
基本のカーゴトラック型の他、レッカー型やダンプトラック型、荷台の無いシャーシのみの型番など、形式番号が多岐に渡っている。
また、それぞれの形式に対し
- フロントウインチ装備/未装備
- ガソリンエンジン搭載の初期型、ディーゼルエンジン搭載のA1型、マルチフューエルエンジン搭載のA2型

が存在する（実在しない組み合わせもある）。

### トラックシャーシ

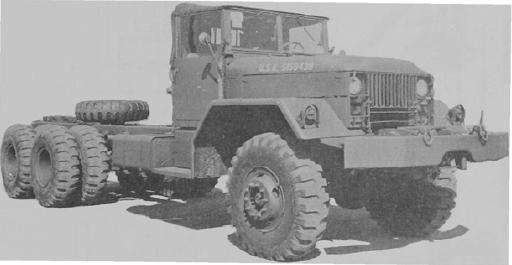
M139C トラックシャーシ

荷台（車体後部）を装備していない、シャーシとキャブ（運転席）のみの形式である。3種類のホイールベースがあり、シングルタイヤの形式も存在する。
M39 トラックシャーシ
179インチ（4.5m）、ロングホイールベースのトラックシャーシ。後輪がシングルタイヤで、荷台の無い、キャブとシャーシのみの状態での制式番号。M41カーゴトラックの荷台の無い状態に相当。
M40 トラックシャーシ
179インチ（4.5m）、ロングホイールベースのトラックシャーシ。後輪がダブルタイヤで、荷台の無い、キャブとシャーシのみの状態での制式番号。M54カーゴトラックの荷台の無い状態に相当。
M61 トラックシャーシ
167インチ（4.2m）、ショートホイールベースのトラックシャーシ。後輪がダブルタイヤで、荷台の無い、キャブとシャーシのみの状態での制式番号。
M63 トラックシャーシ
215インチ（5.5m）、エクストラロングホイールベースのトラックシャーシ。後輪がダブルタイヤで、荷台の無い、キャブとシャーシのみの状態での制式番号。
M139 トラックシャーシ
215インチ（5.5m）、エクストラロングホイールベースのトラックシャーシ。後輪がダブルタイヤで、荷台の無い、キャブとシャーシのみの状態での制式番号。この車台は主に、後述するミサイルキャリアー型のベースとして使用され、いくつかのサブタイプではギア比やタイヤサイズが通常仕様と異なる状態になっている。
- M139C トラックシャーシ

### カーゴトラック型
M41 カーゴトラック
179インチ（4.5m）のロングホイールベース。後輪がシングルタイヤのカーゴトラック型。最初に開発されたタイプで、後輪シングルタイヤを採用しているのはM41カーゴトラックとM39トラックシャーシのみ。
M54 カーゴトラック
179インチ（4.5m）のロングホイールベース。後輪がダブルタイヤのカーゴトラック型。シリーズの実質的な基本型として多数が生産された。
M55 カーゴトラック
215インチ（5.5m）のエクストラロングホイールベース。後輪がダブルタイヤのカーゴトラック型。

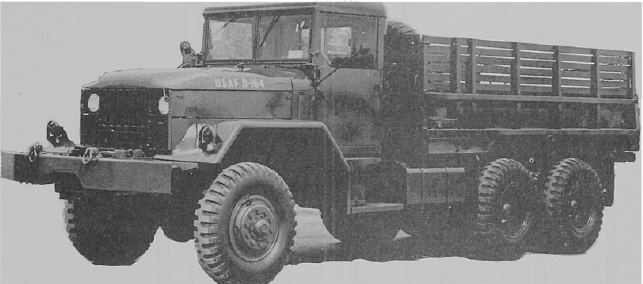
M54 カーゴトラック
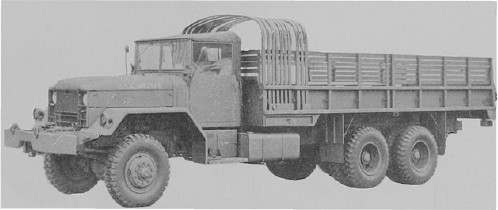
M55 カーゴトラック

### その他の一般派生型
M51 ダンプトラック
167インチ（4.2m）のショートホイールベース。後輪がダブルタイヤのダンプトラック型。荷台にはベンチシートおよび幌を装着可能で、兵員輸送用途にも使用された。
M52 トラクタートラック
167インチ（4.2m）のショートホイールベース。後輪がダブルタイヤの牽引用トラクター型。セミトレーラーなどの牽引に使用された。
M62 レッカー
179インチ（4.5m）のロングホイールベース。後輪がダブルタイヤのレッカー型。初期試作型はダイアモンドT969 レッカーと同じホルムズ社製ブームクレーンを装備していたが、量産型では360度回転可能なガーウッド製クレーンを装備している。
M543 レッカー
179インチ（4.5m）のロングホイールベース。後輪がダブルタイヤのレッカー型。1962年にM62の改良型として開発された。基本はM62と同じで、装備されているクレーンが新型の物に変更されている。
M246 レッカー
215インチ（5.5m）のエクストラロングホイールベース。後輪はダブルタイヤのトラクター、レッカー兼用型。滑走路上で破損した航空機を回収するため、空軍が開発したタイプを制式化したもので、トラクター用牽引装置と、回転式のクレーンを両方装備している。
M291 パネルバントラック
215インチ（5.5m）のエクストラロングホイールベース。後輪はダブルタイヤ。荷台がパネルバンタイプのトラックで、通信用途などに使用された。
M139 ブリッジトランスポータートラック
215インチ（5.5m）のエクストラロングホイールベース。後輪はダブルタイヤ。架橋用資材の運搬に使用される工兵隊向け車両。
M328 フラットベッドトラック
215インチ（5.5m）のエクストラロングホイールベース。後輪はダブルタイヤ。架橋用資材の運搬に使用される工兵隊向け車両。
M748 ボルスタートラック
179インチ（4.5m）のロングホイールベース。後輪がダブルタイヤ。長尺資材を載せて運搬するために、シャーシ後部に梁が装着された工兵隊向け車両。

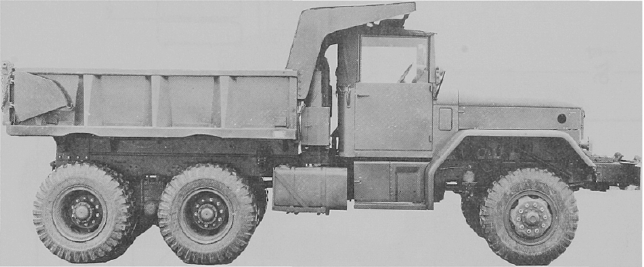
M51 ダンプトラック
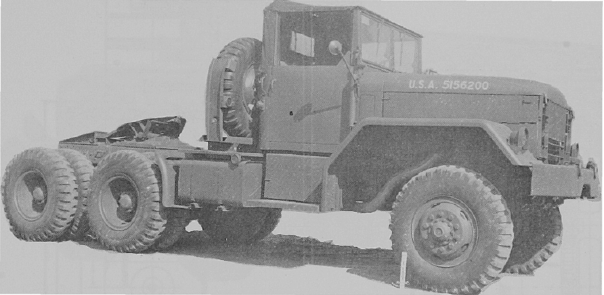
M52 トラクタートラック
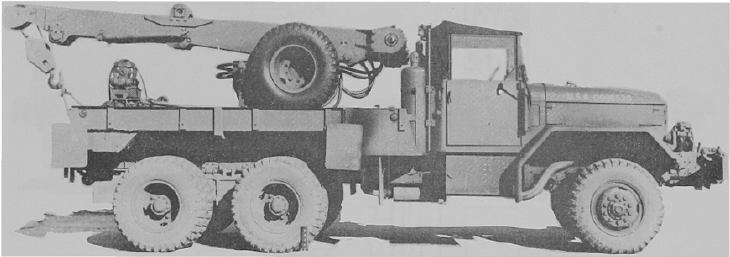
M62 レッカー
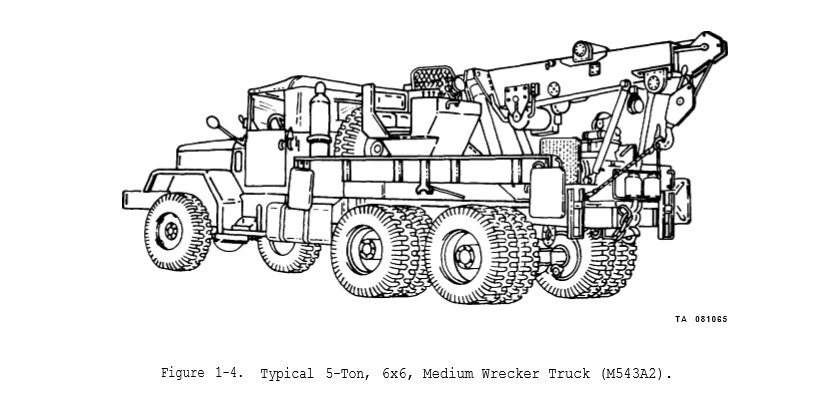
M543 レッカー
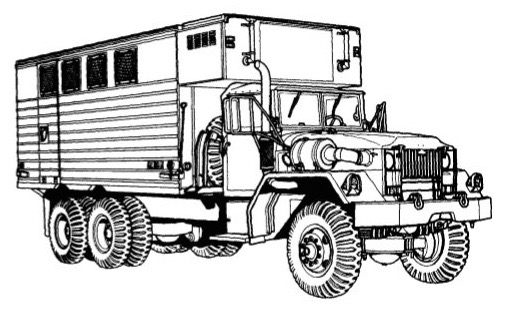
M291 パネルバントラック
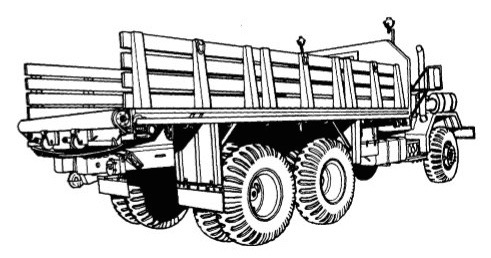
M328 フラットベッドトラック
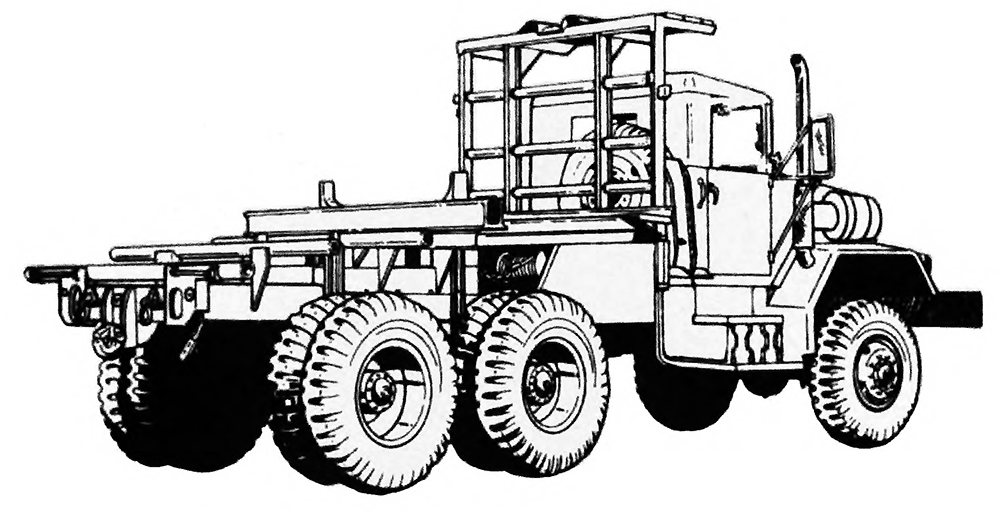
M748 ボルスタートラック

### ミサイルキャリアー型

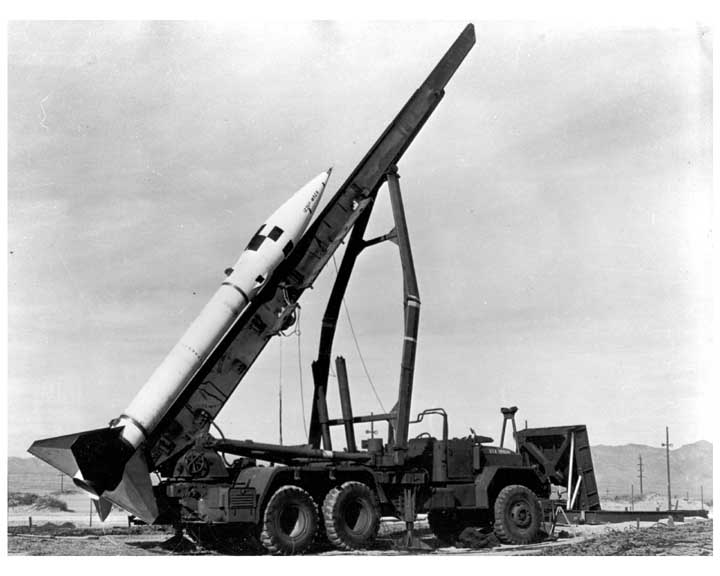
M289 ミサイルランチャー
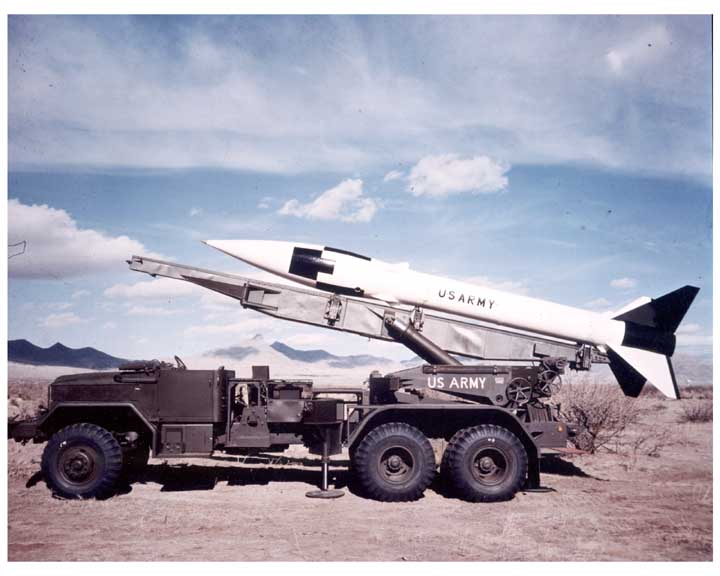
M386 ミサイルランチャー

M54系列のトラックシャーシは、ミサイルキャリアーやランチャー、支援車両のベース車体としても多用された。これらの形式にはA1型、A2型はほとんど存在していない。
M139C トラックシャーシ
215インチ（5.5m）のエクストラロングホイールベース。後輪がダブルタイヤ。変速機のギア比が変更されており、M289ミサイル/ロケットランチャーの車台として使用された。
M139D トラックシャーシ
215インチ（5.5m）のエクストラロングホイールベース。後輪がダブルタイヤ。変速機のギア比が変更されており、M289ミサイル/ロケットランチャーの車台として使用された。
M139F トラックシャーシ
215インチ（5.5m）のエクストラロングホイールベース。後輪がダブルタイヤ。変速機のギア比が変更されており、M386ミサイル/ロケットランチャーの車台として使用された。
M289 オネスト・ジョンミサイルランチャー
M139C/Dトラックシャーシに搭載されたミサイル/ロケット弾発射機。MGR-1 オネスト・ジョン地対地ミサイルの移動式発射台として開発された。
M386 オネスト・ジョンミサイルランチャー
M139Fトラックシャーシに搭載されたミサイル/ロケット弾発射機。MGR-1地対地ミサイルの移動式発射台として開発された。
M280
MGM-5 コーポラル地対地ミサイル発射準備作業のため、17mの高さまで上昇する昇降式の作業台を備えた支援車両。
M405
ミサイル/ロケット作業専用のクレーン車。
M78
ミサイル/ロケットを分解して輸送するための支援車両。
M301
ロケット用の空気圧縮装置（コンプレッサー）を搭載した支援車両。
M350
ロケット用の圧縮空気注入装置を搭載した支援車両。
M572
ミサイル/ロケットテスト用作業車両。
M478
ミサイル/ロケット用発射機の分解輸送車。
- M289 ミサイルランチャー
- M386 ミサイルランチャー

## 使用国
- アメリカ合衆国
- イスラエル
- エジプト
- レバノン
- オランダ
- フィリピン
- タイ
- トルコ
- カンボジア